# Pukasavilivili
Pukasavilivili est l'un des 33 motus qui forment l'atoll de Funafuti, la capitale des Tuvalu.

## Démographie
Il ne compte aucun habitant.